# Lucien Durosoir
Lucien Durosoir, né le 5 décembre 1878 à Boulogne-sur-Seine et mort le 4 décembre 1955 à Bélus (Landes), est un violoniste et compositeur français 

## Biographie
Lucien Jules Henri Durosoir naît à Boulogne en 1878, fils de Léon Octave Durosoir, limonadier, et de Louise Marguerite Marie, son épouse.
Commencée à Paris, sa vie le mena, dès l’âge de vingt ans, dans les itinérances d’une carrière de soliste international. La mobilisation d’août 1914 va l'interrompre et les quatre années de guerre vont mettre un terme à tous ses espoirs de la reprendre (il avait 41 ans lors de sa démobilisation, en février 1919). C’est alors qu’il partit à la recherche d’un ermitage, un endroit où il pourrait se recréer après la débâcle morale causée par la guerre. Il s’installa dans sa demeure des Landes en 1926 et c’est là qu’il mourut, le 4 décembre 1955.

### La mobilisation et la guerre
Le 1er août 1914, comme tant d’autres, Lucien Durosoir, qui approchait les trente-six ans, fut mobilisé et, comme presque tous, il répondit avec enthousiasme à sa convocation : l’artiste ne pense pas une seconde à son violon abandonné, à sa tournée ajournée (ses pas devaient, une fois de plus, le porter vers l’Allemagne et l’Autriche où il avait encore joué l’hiver précédent).
On imagine ce qu’a pu être, pour ce germanophile familier des scènes berlinoises et viennoises, de la langue et de la culture allemandes, une déclaration de guerre au territoire dont tout le rapprochait, intellectuellement et affectivement. 
Pendant quatorze mois environ, Lucien Durosoir est un fantassin parmi d’autres, combattant des tranchées. Ses lettres, qui ont été publiées, révèlent des épisodes terrifiants, traversés dans l’imminence de la mort et dans le spectacle de camarades moins chanceux que lui, fauchés sauvagement dans la tranchée ou dans l’espace qui le sépare de l’ennemi. Puis il trouve « le filon » : tous les poilus ont recherché un filon ; nul doute que ceux qui sont revenus l’avaient trouvé, plus ou moins bon, salvateur malgré tout. Pour Lucien Durosoir, devenu brancardier puis colombophile, l’ange gardien c’est la musique : remarqué par la hiérarchie dans les services funèbres où il joue sur un violon de fortune, il est bientôt prié par le général Charles Mangin de fonder un groupe de musique de chambre ; le quatuor espéré finira par se former (avec André Caplet à l’alto et Maurice Maréchal au violoncelle), mais ce furent surtout des regroupements variables et même occasionnels durant les périodes de repos. C’est ainsi que ces artistes survécurent à la guerre, sans avoir jamais quitté le front.

### Compositeur
Lucien Durosoir et André Caplet passèrent ensemble ces années terribles et leur amitié se scella aussi bien dans les tranchées que dans les positions de repli où ils faisaient de la musique. L’idée de composer s’affirme de plus en plus fortement dans l’esprit de Lucien Durosoir. Songeant à la fin de la guerre, il écrit, le 12 septembre 1916 : « Je commencerai la composition afin de m’habituer à manier les formes plus libres, et je donnerai, j’en suis persuadé, des fruits mûrs ». 
Revenir de la guerre n’est pas, pour Lucien Durosoir, un simple retour au pays. Dans le délabrement économique, mental et physique de nations dont presque toute la jeunesse a été fauchée, quelle place un violoniste, auparavant de renommée internationale, peut-il retrouver ? Faut-il totalement renoncer à la carrière de virtuose ? Faut-il consacrer à la « remise à niveau » du concertiste les deux années de travail indispensables ? Quel public retrouver, pour celui qui se faisait acclamer dans l’Europe germanique et centrale, qui avait perfectionné, à vingt ans, son art de l’interprétation auprès des deux plus grands maîtres allemands du violon : Josef Joachim et Hugo Heermann. Lorsque lui parvient une offre du Boston Symphony Orchestra, en 1921, il entrevoit une nouvelle vie, une renaissance de violoniste (le poste offert est celui de premier violon solo de l’orchestre). L’accident qui rend sa mère impotente en décide autrement : cette fois-ci, il ne partira pas. 
C’est ainsi qu’il décida de réaliser un rêve, souvent caressé pendant la guerre, durant les longues heures de compagnonnage avec le compositeur André Caplet : composer. Durant ses études, il avait travaillé le contrepoint avec Charles Tournemire et l’écriture avec Eugène Cools, répétiteur d’André Gédalge. Puis, pendant les premiers mois de l’année 1918, dans l’inconfort du pigeonnier de Suippes où il était l’adjoint du sergent colombophile Caplet, il avait multiplié, sous la houlette du Prix de Rome, les essais et exercices. C’est donc fort de cette lente maturation de ses idées qu’il entreprend, durant l’année 1919, ses premières compositions : en deux ans (1919 et 1920), il produit plusieurs œuvres pour violon et piano (Cinq aquarelles), un premier quatuor à cordes et le Poème pour violon et alto avec accompagnement d’orchestre.
Entre 1920 et 1949, il vit retiré, loin de Paris et des milieux artistiques ; il se forge ainsi un art de composer très indépendant des courants dominants et très audacieux. André Caplet ne lui ménageait pas ses compliments et lui écrivait, dès 1922 : « Je vais parler avec enthousiasme à tous mes camarades de votre quatuor que je trouve mille et mille fois plus intéressant que tous les produits dont nous accable le groupe tapageur des nouveaux venus ». Lucien Durosoir a laissé une quarantaine d’œuvres inédites, des pièces pour formations très variées, musique symphonique et musique de chambre, dont une sonate pour piano dédiée à Jean Doyen et un Caprice pour violoncelle et harpe dédié à Maurice Maréchal (« en souvenir de Génicourt, hiver 1916-1917) ». À partir de 1950, la maladie l’empêcha de poursuivre et il mourut en décembre 1955.

## L'œuvre
À la suite de l’isolement volontaire du compositeur loin des courants parisiens, les œuvres de Durosoir prennent un caractère unique. Bien que non ouvertement programmatiques, elles sont souvent précédées de quelques vers qui servent de portique à son monde expressif hautement personnel. Son style est sobre et économe, marqué par une solide construction, des contrastes soudains et l’évitement d’ornements gratuits. Essentiellement tonale, avec une palette harmonique enrichie par des accords hors du ton et des échelles altérées, cette musique évite souvent la résolution attendue en virant brusquement vers des régions d’atonalité. De même, les contraintes imposées par un mètre régulier sont évitées par de fréquents changements métriques et altérations de tempo. Surtout, Durosoir fait preuve d’une grande imagination dans le domaine de la texture musicale qu’il élargit par l’usage de pratiques techniques (sourdine, sul ponticello, col legno, ricochet, harmoniques)  et par la notation de très nombreuses indications expressives. En somme, la musique de Lucien Durosoir échappe aux catégorisations de tous les labels en « isme » (impressionnisme, néoclassicisme, expressionnisme, primitivisme, sérialisme, etc.) que l’on applique communément à la musique de la première moitié du XXe siècle.
(Extraits de l’article de Lionel Pons, Bulletin des amis de la musique française, no 11, 1er semestre 2007) : « La démarche du compositeur ne doit rien ni à de talentueux travaux d’école, ni au délassement d’un homme occupé ». Il pratique « un art qui ignore délibérément le geste décoratif gratuit ». Lorsqu’il tend vers l’intention descriptive (Cinq aquarelles pour violon et piano), il recherche l'atmosphère juste, pour « faire entrer l’auditeur en résonance », le faire « pénétrer par-delà les images, au seuil d’une dimension que les mots comme les yeux seraient insuffisants à suggérer. Là se trouve précisément ce qui fait le prix de cette musique discrète et profonde, cette capacité à faire accéder l’auditeur à cet espace intérieur qui lui échappe ». 
Sur le plan de l’harmonie, pas d’obédience à une stricte grammaire tonale. Dans une tonalité élue, l’abondance des notes altérées s’accompagne d’une notion de polarité forte. « S’il revêt les apparences de l’atonalité, le point de vue de Lucien Durosoir ne vise en rien à supprimer tout phénomène gravitationnel entre les différents degrés de l’échelle considérée, mais à mettre en œuvre cette gravitation d’une manière différente. Au niveau harmonique, le compositeur use de la même crudité de langage en enrichissant chaque accord parfait (lequel fait parfois l’objet, comme chez Debussy, d’enchaînements parallèles) de notes étrangères qui, tout en élargissant le panel harmonique sollicité, en renforcent le sens. ».

## Liste des œuvres

### Œuvres symphoniques
- Poème pour violon et alto avec orchestre, 1920
- Déjanira, étude symphonique sur un fragment des Trakhiniennes de Sophocle, 1923
- Le balcon, poème symphonique pour basse solo, chordes vocales et instrumentales, 1924
- Funérailles, suite pour orchestre, 1930
- Suite pour flûte et orchestre, 1931

### Musique de chambre
- Cinq aquarelles pour violon et piano (Bretagne, Vision, Ronde *, Berceuse *, Intermède), 1920. Ces deux œuvres sont aussi transcrites pour violoncelle et piano
- Poème, transcription pour violon solo, alto solo et piano
- Quatuor à cordes no 1 en fa mineur, 1920
- Caprice pour violoncelle et harpe, 1921
- Jouvence, fantaisie pour violon principal et octuor, 1921 ; cette œuvre est aussi transcrite pour violon et piano
- Le Lys, sonate en la mineur pour violon et piano, 1921
- Quatuor à cordes no 2 en ré mineur, 1922
- Rêve pour violon et piano, 1925
- Quintette en fa majeur pour piano et quatuor à cordes, 1925
- Idylle pour quatuor à vent : flûte, clarinette, cor en Fa, basson, 1925
- Oisillon bleu, bref poème pour violon et piano, 1927
- Trio en si mineur pour violon, violoncelle et piano, 1927
- Divertissement, Maiade et Improvisation, 3 pièces pour violoncelle et piano, 1931
- Quatuor no 3 en si mineur [1933-1934]
- Vitrail, pièce pour alto et piano, 1934
- Berceuse pour flûte et piano, 1934
- Au vent des Landes pour flûte et piano, 1935
- Fantaisie pour cor, harpe et piano, 1937
- Incantation bouddhique pour cor anglais et piano, 1946
- Prière à Marie pour violon et piano, 1949
- Chant élégiaque en mémoire de Ginette Neveu, pour violon et piano, 1950
- Improvisation sur la gamme d’ut pour instrument mélodique et piano, 1950

#### Vocale
- Sonnet à un enfant pour voix et piano, 1930
- À ma mère, pour voix et piano, 1950

#### Piano, orgue
- Légende, 1923
- Aube, Sonate d’été, 1926
- Nocturne pour piano, 1950

#### Deux pianos
- Prélude, Interlude Fantaisie pour deux pianos, 1932

#### Harmonium et orgue
- Trois préludes (deux pour harmonium, un pour orgue), 1945

## Sources
- Deux musiciens dans la Grande Guerre. Paris, Tallandier-Radio France, 2005 (358 p.).
- Stéphane Audoin-Rouzeau, Esteban Buch, Myriam Chimènes et Georgie Durosoir (dir.), La Grande Guerre des musiciens, Lyon, Symétrie, 2009  (ISBN 978-2-914373-54-8)
- Concert-lecture « La Musique m'a sauvé la vie » avec Aurélienne Brauner, Lorène de Ratuld et Mario Hacquard; à l'occasion des Commémorations de la déclaration de Guerre (2014-2018). La Musique m'a sauvé la vie

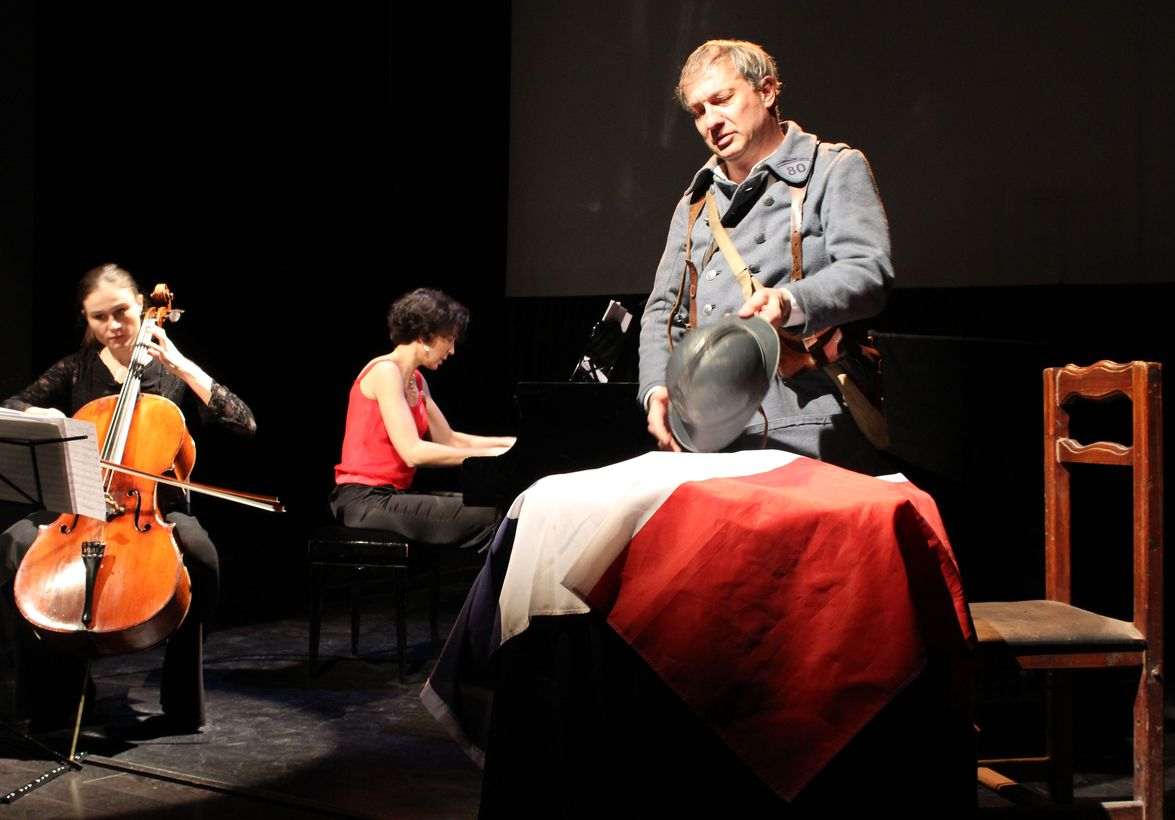
La Musique m'a sauvé la vie

- Lucien Durosoir sur le site du Centre culturel du Pays d'Orthe
- « Lucien Durosoir, né romantique… », par Georgie Durosoir (professeur émérite à Paris-IV Sorbonne et chercheuse associée au Palazzetto Bru Zane à Venise, de même qu'au CMBV) in : Lucien Durosoir. Un compositeur moderne né romantique. Actes du colloque tenu à Venise les 19 et 20 février 2011, sous la direction de Lionel PONS.